# Auburn (Kentucky)
Auburn è un comune degli Stati Uniti d'America, situato nello Stato del Kentucky, nella contea di Logan.